# Sant'Angelo di Piove di Sacco
Sant'Angelo di Piove di Sacco est une commune italienne de la province de Padoue, dans la région Vénétie.

## Administration
| Période                                  | Période | Identité | Étiquette | Qualité |
| ---------------------------------------- | ------- | -------- | --------- | ------- |
|                                          |         |          |           |         |
| Les données manquantes sont à compléter. |         |          |           |         |

### Hameaux
Vigorovea, Celeseo.

### Communes limitrophes
Brugine, Campolongo Maggiore, Fossò, Legnaro, Piove di Sacco, Saonara, Vigonovo.

### Personnalités nées à Sant'Angelo di Piove di Sacco
- Marco Tasca (1957), archevêque.